# Jesuiten-Kommunität
Eine Jesuiten-Kommunität oder kurz: Kommunität ist im Jesuitenorden die übliche Bezeichnung für eine örtliche Niederlassung, in anderen Orden als Kloster oder Konvent bezeichnet. In den Kommunitäten leben die Ordensmänner nach den Ordensregeln der Jesuiten zusammen. Auch einzeln lebende Jesuiten sind einer Kommunität zugeordnet.
Je nach Größe und Funktion der Gemeinschaft finden sich auch spezielle Bezeichnungen für die Häuser:
- Kolleg (mit Ausbildungseinrichtung)
- Residenz
- Statio

## Bestehende Kommunitäten in der deutschen Ordensprovinz
- Provinzialat München
- Berchmanskolleg in München: Internationales Ausbildungszentrum für das Philosophiestudium mit angegliederter Ausbildungs-Kommunitäten Aloisius Gonzaga und Alberto Hurtado mit Kath. Gemeinde St. Korbinian in München-Sendling
- mit Alfred-Delp-Haus München
- Kommunität SJ München St. Michael
- Kolleg Sankt Georgen[2], Frankfurt
- Bonn-Bad Godesberg: Aloisius-Kolleg[3]
- Kolleg St. Blasien
- Berlin: Canisius-Kolleg
- Berlin: Ignatiushaus, Kommunität der Jesuiten in Berlin-Charlottenburg mit Pfarrei St. Canisius und Jesuiten-Flüchtlingsdienst ( - best.)
- Berlin: Canisius-Kolleg (1925– best.)
- Berlin-Kladow: Seniorenkommunität Peter-Faber-Haus
- Bühl: Statio Bühl (Kloster Maria Hilf) ( ?- best.), Seniorenresidenz
- Exerzitienhaus HohenEichen Dresden
- Exerzitienhaus Stanislauskolleg Hochelten (Emmerich)
- Exerzitienhaus Gries (Wilhelmsthal)
- Kommunität SJ Hamburg Kleiner Michel in der Katholischen Kirchengemeinde St. Ansgar
- Kommunität SJ Canisiushaus Köln
- Kommunität Köln St. Peter (Köln) (1960-1992; 2015 -best.) Jesuitenkirche
- Köln-Mülheim: Friedrich-Spee-Haus (2002 -best.),Seniorenresidenz
- Frankfurt am Main: Kommunität mit der Ignatiuskirche
- Göttingen: Kommunität SJ
- Ludwigshafen / Mannheim: Kommunität
- Nürnberg: Rupert-Mayer-Haus Kommunität und Noviziat

## Ehemalige Kommunitäten

### Deutschland
- Aachen: Jesuiten-Kommunität (in vier Zeitphasen und an acht Standorten)
- Ahlbacher/Diersteiner Hof: Jesuitenhof (1652–1773)
- Ahrweiler (vor 1637–1773), Jesuitenhof
- Altötting St. Magdalena (1591–1782), danach Franziskaner, Kapuziner, Redemptoristen, seit 1873 wieder Kapuziner.
- Amberg (1621–1773) Jesuitenkolleg Amberg Erasmus-Gymnasium Amberg
- Arnsberg (1651–1773), Jesuitenmission Arnsberg
- Aschaffenburg (1612–1773; 1918–1967), Jesuitenkirche (Aschaffenburg), Kronberg-Gymnasium Aschaffenburg
- Augsburg (1954–2010), St. Peter am Perlach (Augsburg)
- Augsburg (1582–1776) Jesuitenkolleg St. Salvator, heute Gymnasium bei St. Stephan
- Bacharach
- Backnang (1635–1649)
- Baden-Baden (1622–1773), Jesuitenkolleg Baden-Baden
- Bentheim (vor 1670– ?)
- (Bad) Münstereifel (1625–1773), St. Michael-Gymnasium (Bad Münstereifel)
- Bad Kreuznach (1623–1773)
- Bamberg (1611–1773), St. Martin (Bamberg) Kaiser-Heinrich-Gymnasium
- Bergen/Neuburg (1635–1773)
- Berlin-Steglitz Haus Maria Frieden (1951–1964)
- Berlin-Biesdorf St. Joseph (1913–1940, 1952–1998)
- Berlin-Dahlem (ehem. Provinzialat 1945/6–1957)
- Berlin St. Clemens (1917– ?, 1947 Residenz wiedererrichtet - 1973) erste Jesuiten-Niederlassung in Berlin
- Berlin-Kreuzberg Statio Kreuzberg, Naunynstraße (1978–2016) „Exerzitien auf der Straße“
- Beselich (1631–1656) Klosterruine Beselich
- Biburg (1589–1773), Kloster Biburg
- Bonn (1594–1773), Namen-Jesu-Kirche (Bonn) Beethoven-Gymnasium Bonn
- Bonn ( ? –1872)
- Bonn-Bad Godesberg Aloisiuskolleg (1921–best.)
- Bremen (1648–1788), Klöster in Bremen
- Bremen Peter-Faber-Haus (1963–1990)
- Bruchsal (1753–1773), Schönborn-Gymnasium Bruchsal
- Büren (1640–1773; 1945–1984), Maria Immaculata (Büren) Mauritius-Gymnasium Büren
- Burghausen (1627–1773) Jesuitenkolleg Burghausen Kurfürst-Maximilian-Gymnasium
- Celle (1710–1718)
- Cham (1621–1631) Stadtpfarrkirche St. Jakob (Cham)
- Coesfeld (1627–1773), Jesuitenkirche Coesfeld Gymnasium Nepomucenum
- Darmstadt (1964–1996)
- Dillingen an der Donau (1563–1773), Studienkirche Mariä Himmelfahrt (Dillingen an der Donau), Collegium St. Hieronymi Johann-Michael-Sailer-Gymnasium Dillingen
- Dirmerzheim (1588–1773)
- Dirmstein (bis 1706), Jesuitenhof
- Dortmund (vor 1932–1965)
- Drais (1670–1773) Jesuitenhof Mainz-Drais
- Dresden (17. Januar 1710 - ?)
- Dresden Ignatiushaus (1921–2014)
- Dresden KSG (2011 - best.)
- Dresden-Hoheneichen (1921 - best.)
- Düren (1628/59–1773), Jesuitengasse (Düren) Stiftisches Gymnasium Düren Jesuitenhof (Düren)
- Düren (1916–1920)
- Düsseldorf (1620–1773), Stadthaus (Düsseldorf) ehemaliges Jesuitenkloster (Düsseldorf) Jesuitenkolleg Düsseldorf Görres-Gymnasium (Düsseldorf) St. Andreas (Düsseldorf)
- Düsseldorf (vor 1932 ) St. Andreas (Düsseldorf)
- Ebersberg (1595–1773), danach Malteser, Kloster Ebersberg
- Echenbrunn (1672–1773), danach Malteser, Kloster Echenbrunn
- Effeldorf (16. Jh.-1773)
- Ehingen (1648- ? )
- Eichstätt (1614–1773), Schutzengelkirche (Eichstätt) Willibald-Gymnasium Collegium Willibaldinum
- Elberfeld/Wuppertal (1761–1773)
- Ellwangen an der Jagst (um 1557–1773), Evangelische Stadtkirche (Ellwangen) Peutinger-Gymnasium Ellwangen
- Elten-Emmerich Stanislauskolleg ( ? - best.)
- Emmerich (1592–1773) Willibrord-Gymnasium (Emmerich)
- Erfurt (1618–1773), Jesuitenkolleg Erfurt
- Erfurt (26. Juni 1946–2001), Noviziat seit 1952
- Eremitage Niederdielfen (1684–1733), Wallfahrtstätte Eremitage
- Eringerfeld Noviziat (1950–1964) Schloss Eringerfeld
- Essen (1562–1773)
- Essen (1869–1872; 1921–2012)
- Ettlingen (vor 1661/1663–1733) Jesuitenkolleg, heute Finanzamt
- Falkenhagen (1603–1773), Kloster Falkenhagen
- Forst an der Weinstraße (vor 1764–1773)
- Frankfurt am Main (1624–1773)
- Frankfurt am Main Ignatiushaus (1964 -best.)
- Frankfurt am Main St. Ignatius -Gemeinde (1930 -best.)
- Frankfurt am Main Philosophisch-Theologische Hochschule Sankt Georgen (1926- best. )
- Frankfurt am Main KHG (2001–2014)
- Freiburg (1620–1773), Universitätskirche (Freiburg im Breisgau) Albert-Ludwigs-Universität Freiburg
- Friedberg (1587–1666) Verlegung nach Kissing
- Fritzlar (1615- ? )
- Füssen (1597–1627) Verlegung nach Kaufbeuren
- Fulda (1572–1773), Universität Fulda Rabanus-Maurus-Schule
- Geist Haus (1661–1773) Haus Geist
- Gießen (1655- ? )
- Glane/Gronau (1633–1661) Kloster Marienflucht (Gronau)
- Glückstadt (1645–1773)
- Göppingen (1639–1644)
- Göttingen St. Michael (1950-best.)
- Göttingen KHG (1950-best.)
- Gorheim/Sigmaringen (1852–1872), Kloster Gorheim
- Goslar (1587?/1629–1632?) Dom und Kaiserpfalz
- Grünstadt (1729- ?) Leininger-Gymnasium Höninger Lateinschule
- Hadamar (1630–1773), Ehemaliges Jesuitenkloster Hadamar
- Hagenhausen bei Altdorf (1628–1629), Jesuitenstation Hagenhausen
- Halberstadt (1590–1591, 1629–1631, 1638–1639, 1641–1643) Jesuiten
- Hamburg-Altona (1597–1773)
- Hamburg Sankt-Ansgar-Schule (1946-best.)
- Hamburg Kleiner Michel (2006/7-best.)
- Hamburg (vor 1932- ?)
- Hameln (um 1630)
- Hannover (1655–1711; 1924–2004)
- Heideck (1626–1665), Jesuitenstation Heideck
- Heidelberg (1623–1773), Jesuitenkirche (Heidelberg)
- Heiligenstadt/E. (1574–1773) Jesuitenkolleg
- Herrieden (1614 bis vor 1648), Jesuitenresidenz Herrieden
- Hildesheim (1590–1773; 1814-best.), Gymnasium Josephinum Hildesheim
- Hilpoltstein (1627–1665), Jesuitenstation Hilpoltstein
- Himmelthal/Elsenfeld (1595–1773), Kloster Himmelthal
- Hof (1956–2010)
- Ingelheim (25. Oktober 1737–1773) Anton Otto von Closs
- Ingolstadt (1549–1773), Jesuitenkolleg Ingolstadt Universität Ingolstadt
- Johannisberg/Rheingau (1606–1774)
- Jakobsberg (1951–1960), Kloster Jakobsberg
- Jakobsbergerhof bei Boppard (1643/58–1773)
- Jülich (1643–1773), Gymnasium Zitadelle Jülich
- Karlsruhe (1922–1999)
- Kastl (1636–1773), Kloster Kastl, Jesuitenresidenz Kastl
- Kaufbeuren (1627–1773) Jesuitenkolleg Kaufbeuren
- Keppel Stift Keppel (1626–1650)
- Koblenz (1580–1773; 1855–1872; 1922–2003), Jesuitenkirche (Koblenz), Jesuitenkolleg Koblenz Rathaus (Koblenz)
- Köln (1544–1773) 1. Niederlassung in Deutschland,
- Köln (1556–1773), St. Mariä Himmelfahrt (Köln), Dreikönigsgymnasium
- Köln Canisiushaus Stolzestr. (1853 -1872; 1904–1999)
- Köln Canisiushaus Hültzstr. ( ?- 2015)
- Kolvenbach (vor 1690–1773)
- Konstanz (1592–1773), Christuskirche (Konstanz) Heinrich-Suso-Gymnasium Konstanz
- Kuchenheim/Euskirchen (1631- ? )
- Ladenburg Jesuitenhof
- Landsberg/Lech (1578–1773), Heilig-Kreuz-Kirche (Landsberg am Lech)
- Landshut (1628–1773), St. Ignatius (Landshut), Jesuitenkirche St. Ignatius (Landshut) Jesuitenkolleg Landshut
- Leipzig Jesuitenkommunität (1950-best.)
- Leipzig Orientierung-Kontaktstelle (nach 1990-2019)
- Kommunität SJ Leipzig (bis 2019)
- Lippstadt (1620–1633) im Aug.-Eremitenkloster
- Lübeck (vor 1965–1982) Propsteikirche Herz Jesu
- Ludwigshafen (1931–1947) nach Mannheim verlegt
- Ludwigshafen, Heinrich-Pesch-Haus (1973- best.)
- Magdeburg (1946–1983)
- Mainz (1561–1773), Jesuitennoviziat (Mainz), Rabanus-Maurus-Gymnasium
- Mainz ( ? - 1872)
- Mannheim (1720–1773; 1956–1973; ? - best.), Jesuitenkirche (Mannheim), Karl-Friedrich-Gymnasium
- Mannheim, Sozialinstitut (1956–1973) nach Ludwigshafen verlegt
- Mannheim, Offene Tür (1954 -best.)
- Marburg (1960–1992)
- Maria Bickesheim (1622–1773), Bickesheim
- Mariacron Kloster Mariacron (1636- ?)
- Maria Laach (1863–1892), Abtei Maria Laach
- Marienthal (Geisenheim), (1612–1773) (1858–1872)
- Meppen (1613–1773), Gymnasialkirche zu Meppen Windthorst-Gymnasium
- Merzhausen (1666–1773), Jesuitenschloss
- Michaelsberg/Mahlberg Mahlberg (Bad Münstereifel) Michelsberg (Eifel)
- Miltenberg ?
- Mindelheim (1618–1773), Augustinerkloster Mindelheim Jesuitenkolleg
- Minden (1629–1634; 1665–1686)
- Möschenfeld (1595–1773) St. Ottilie (Möschenfeld)
- Monheim (1618–1623), Jesuitenstation Monheim
- München (1559–1773) 3. Niederlassung in Deutschland, St. Michael (München)
- Alte Akademie Jesuitenkolleg München
- München Exerzitienhaus Schloss Fürstenried (1925-best.)
- München Hochschule für Philosophie München (1925- best.)
- München Ignatiushaus (1920–2017)
- München Bürgersaalkirche (1610-1773; 1926 -best.)
- München Jesuit Formation Centre München ( ? -best.)
- München Berchmanskolleg ( ?- best.)
- München St. Michael, heute eine Meditationskirche (1921-best.)
- München Kommunität Alberto Hurtado (1925 - best.)
- München KHG ( ? - best.)
- München Alfred-Delp-Haus ( ?-best.)
- München Kommunität Aloisius Gonzaga ( - best.)
- München Schriftstellerhaus (1917- ?)
- München Gut Warnberg (1594–1773)
- München Jesuitengymnasium (1559–1773) Wilhelmsgymnasium München
- Münchsmünster (1558–1773)
- Münster (1588–1773), Jesuitenkolleg Münster, St. Petri (Münster) Gymnasium Paulinum
- Münster (1588–1872; nach 1917–2002), Haus Sentmaring[4]
- Münstereifel, Jesuitenkirche St. Donatus (Bad Münstereifel) (1670–1773)
- Neuburg/Heidelberg (1613–1631)
- Neuburg an der Donau (1616–1773), Benediktinerinnenkloster (Neuburg an der Donau) Descartes-Gymnasium Hofkirche (Neuburg an der Donau)
- Neuessing Hl. Geist, Kollegiatstift Neuessing (1672–1773)
- Neuhausen auf den Fildern (1952–1969)
- Neumarkt in der Oberpfalz (1621–1873; 2003 - best.)
- Neuss (1616–1773), Quirinus-Gymnasium Neuss
- Neustadtgödens (1692–1710er-Jahre, dann Franziskaner)
- Neustadt an der Weinstraße (1829–1773) 1781 Lazaristen, heute Rathaus
- Nürnberg St. Kunigund (1921–2012)
- Nürnberg St. Klara (1960 -best.)
- Nürnberg Jesuitenmission (1956 -best.)
- Nürnberg Jesuit Volunteers (2012 -best.)
- Nürnberg Caritas-Pirckheimer-Haus (1960-best.)
- Nürnberg Rupert-Mayer-Haus Noviziat (1920-best.)
- Nürnberg KSG ( ? -best.)
- Nürnberg Bischöfliches Kleinseminar (1960–1989)
- Oelde (1661–1773), Haus Geist
- Oettingen in Bayern (1643–1782)
- Osnabrück (1625–1773), danach Franziskaner, Gymnasium Carolinum (Osnabrück)
- Ottersweier (1641/1685–1773) vgl. Maria Linden
- Oybin (1555–1563)
- Paderborn (1580–1659), Marktkirche (Paderborn) Gymnasium Theodorianum
- Paderborn Jesuitenuniversität (1614–1773) Theologische Fakultät Paderborn
- Paderborn (1580–1872)
- Passau (1611–1773), St. Michael (Passau), Jesuitenkolleg Passau Gymnasium Leopoldinum
- Patershausen/Heusenstamm (1605–1724)
- Peternach (1643–1773)
- Pullach (1925–1971)
- Rastatt (1642–1773)
- Ravensburg (1923–1997)
- Regensburg Kloster Mittelmünster. Gegründet 893 als Frauenkloster der Benediktinerinnen. Ab 1588 Jesuitenkolleg (1588–1773). Danach bischöfliche Stiftung mit Priesterseminar und mit Jesuitengymnasium St. Paul. 1811 Zerstörung. Vereinigung mit dem protestantischen Gymnasium poeticum zum Vereinigten paritätischen Gymnasium, ab 1873 genannt Altes Gymnasium am Ägidienplatz, ab 1962 am neuen Standort im Stadtwesten genannt Albertus Magnus Gymnasium.[5][6]
- Rhede (1654–1667)
- Reichertshofen 1685–1773, Schloss Stockau (Reichertshofen)
- Rostock (8. Dezember 1946–1986)
- Rostock KSG Petrus Canisius (1952–1971)
- Rottenburg (1649–1773), Weggentalkirche
- Rottenburg Jesuitenkolleg (1649–1773)
- Rottenmünster ?
- Rottmannshöhe (1920–1964)
- Rottweil (1652–1672; 1692–1776)
- Saarlouis (1843–1872), Canisianum (Saarlouis)
- Saarlouis (1929-31. Juli 2007)
- Sankt Goar (1653–1773)
- Schierling (Oberpfalz) (1645–1773)
- Schleiden (1642–1654)
- Schwerin (1709–1773), Missionspfarrei
- Siegen (1624–1773), Marienkirche (Siegen)
- Solingen (1658- 1780), Pfarrei St. Clemens
- Speyer (1567–1773)
- Stade (1629–1632)
- St. Blasien (1934 -best.), Kolleg St. Blasien
- Straubing (1631–1773) Jesuitenkolleg Straubing, Johannes-Turmair-Gymnasium
- Stuttgart (1634–1649)
- Stuttgart (1920–2004)
- Sulzbach (1627–1749)
- Trier (1560–1773), Jesuitenkirche (Trier) Friedrich-Wilhelm-Gymnasium Priesterseminar Trier
- Trier Haus im Krahnen (1601–1773)
- Trier Ignatiushaus (1919–2018)
- Tübingen ( ? -1649) Jesuiten nach Rottenburg vertrieben!
- Unterhaching: Kommunität Pedro Arrupe (1997 -best.), Seniorenresidenz
- Vechta Jesuitenmission (1615–1627)
- Verden Jesuitenmission (1630 - ?)
- Walberberg (1571–1773 )
- Warburg (1662–1700), Missionsstation
- Weiden (Oberpfalz) (1620–1634), 1634 von Schweden vertrieben, nach einiger Zeit zurück bis 1773?
- Weimar (1954–1971)
- Wetzlar (1694–1773), Goetheschule Wetzlar
- Wiedenbrück (1600–1644) St. Marien (Wiedenbrück)
- Winkel/Oestrich (vor 1606- ?)
- Worms (1606–1773), Jesuitenkolleg Worms
- Würzburg, Agnetenkloster Würzburg (1567–1773)
- Würzburg, Studentenseelsorge und Jugendarbeit (1967–2008)
- Xanten (1609–1773), Jesuitenkloster Xanten
- Zwickau (2. November 1956–1975)

### Polen
- Jesuitenkollegium Alt-Schottland (Stary Szkoty bei Danzig), 1620–1683, Schule
- Jesuitenresidenz Danzig, 1689–1773, wieder seit 1945
- Jesuitenresidenz Nowy Sącz, Kleinpolen, seit 1831
- Jesuitenresidenz Thorn (Toruń), 1693–1773